# 水道山記念館

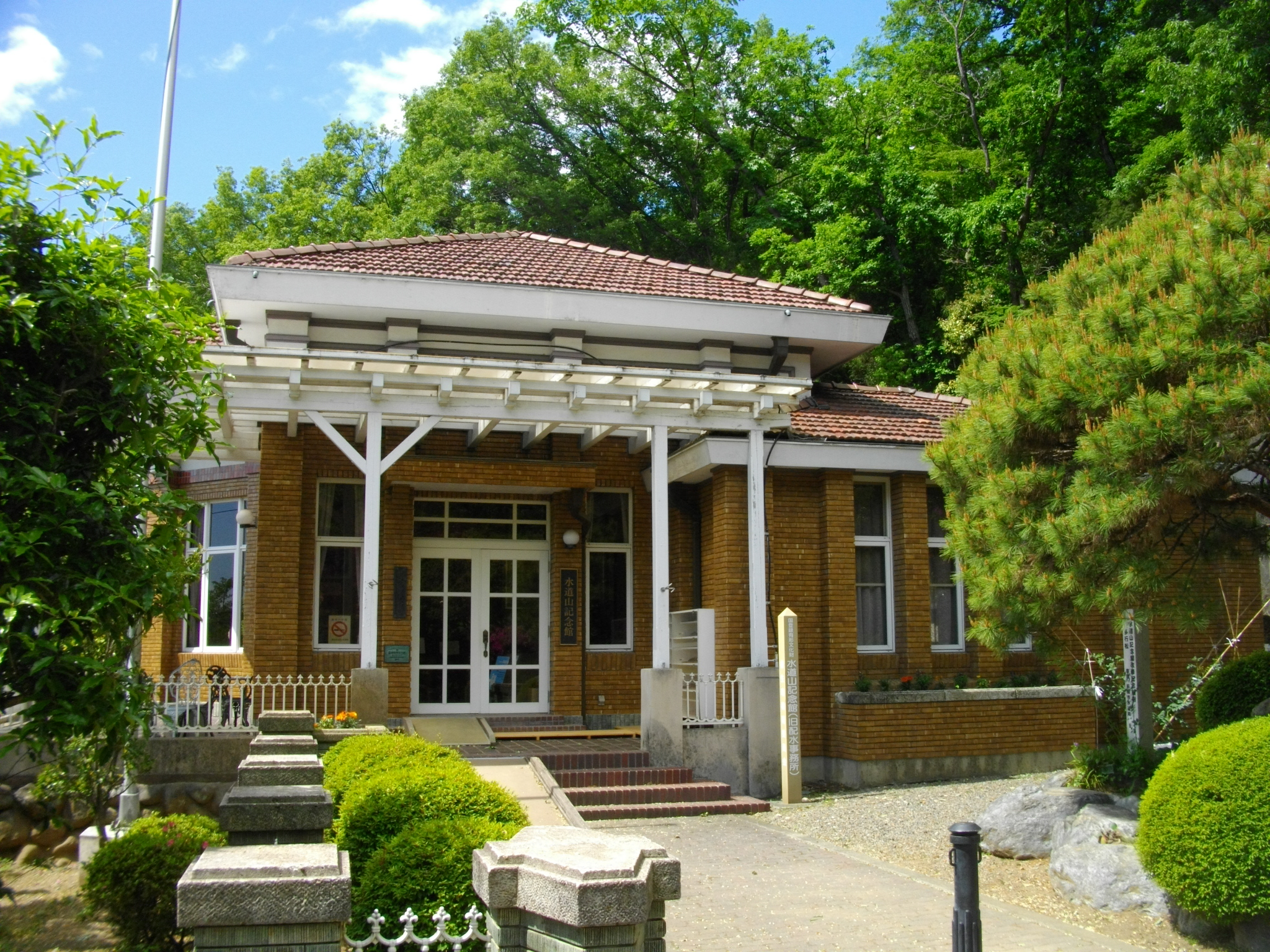
水道山記念館

水道山記念館（すいどうやまきねんかん）は、群馬県桐生市堤町にある旧配水事務所である。

## 概要
桐生市では、1922年（大正11年）より水道敷設の調査が開始され、1927年（昭和2年）に渡良瀬川左岸一帯を水源地とすることに決定した。水道山（小曾根山・金毘羅山）に高区・低区配水池が新設され、高区からは山手方面に、低区から平地の市街地に通水することとし、1932年（昭和7年）4月には給水開始されるに至った。
水道山記念館は、桐生市水道課（現在の桐生市水道局）の配水事務所として1932年（昭和7年）に建設された。木造平屋建、外壁はスクラッチタイル貼り、屋根は瓦葺である。水道山（小曾根山）の中腹にあり、高区配水池に隣接している。
1985年（昭和60年）から1986年（昭和61年）にかけて改修工事が行われ「水道山記念館」と改称し、展示室・会議室として利用されている。旧配水事務所は1997年（平成9年）に、高区・低区配水池、高区・低区量水室とともに国の登録有形文化財となった。